# Village United FC
Village United FC is een Jamaicaanse voetbalclub uit Falmouth die in de Jamaican National Premier League speelt.
Arnett Gardens · 
Boys' Town · 
Harbour View · 
Humble Lions · 
Jamalco · 
Maverley Hughenden · 
Montego Bay United · 
Portmore United · 
Reno · 
Tivoli Gardens · 
UWI Pelicans · 
Waterhouse